# Haseki Sultan

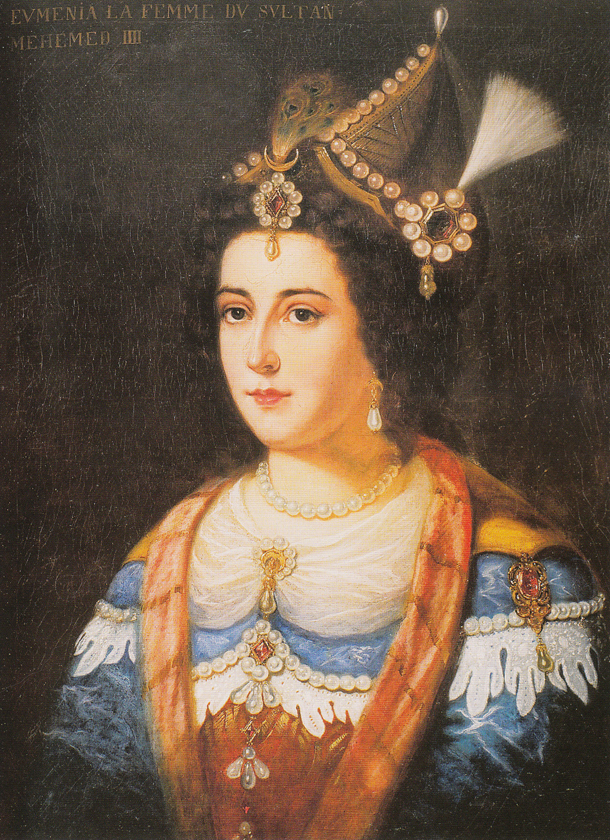
Rabia Gülnuş Sultan, die letzte Trägerin des Titels der Haseki Sultan

Haseki Sultan (osmanisch خاصکى سلطان İA Ḫāṣekī Sulṭān, deutsch ‚Favoritin, Lieblingsgemahlin‘) war seit dem 16. Jahrhundert der offizielle Titel der Hauptgemahlin der Sultane des Osmanischen Reichs.
Die erste Frau, die diesen Titel innehatte, war Haseki Hürrem Sultan (Roxelane), die Gefährtin und spätere Hauptfrau Sultan Süleymans I. und Mutter seines Nachfolgers Selim II. Die letzte Trägerin des Titels war Rabia Gülnuş Sultan (1642 oder 1647–1715). Die Haseki Sultan verfügte über eigene Geldmittel, so dass einige Frauen selbst als Stifterinnen bedeutender Bauwerke der osmanischen Architektur auftreten konnten. Aufgrund ihrer Nähe zum Sultan konnte die Haseki Sultan politischen Einfluss ausüben.
Im 17. Jahrhundert verlor der Titel seine Bedeutung und wurde durch die allgemeinere Bezeichnung Kadınefendi (osmanisch قادين افندی ‚Dame‘) ersetzt.

## Rolle und Einfluss
Die herausgehobene Stellung am Sultanshof verlieh der Haseki Sultan besondere Privilegien und ermöglichte ihr, politischen Einfluss auszuüben: Süleyman I. brach als erster mit dem Grundsatz, dass eine Konkubine nur einen Sohn vom Sultan haben durfte. Durch ihre Heirat mit dem Sultan wurde Hürrem frei und die Beziehung legal. Sie durfte ihre Wohnung aus dem Harem in den Topkapı-Palast verlegen. Durch ihre räumliche und emotionale Nähe zum Sultan konnte sie dessen Entscheidungen beeinflussen; während der Abwesenheit des Sultans vom Hof war die Haseki Sultan für diesen eine wesentliche Informationsquelle aus der Hauptstadt.
Zahlreiche religiöse Stiftungen wie beispielsweise der monumentale Haseki-Sultan-Komplex oder das Haseki-Hürrem-Sultan-Hammām in unmittelbarer Nähe der Hagia Sophia in Istanbul, beide gestiftet von Haseki Hürrem Sultan und errichtet vom osmanischen Meisterarchitekten Sinan, zeugen von der gesellschaftlichen Bedeutung der Sultansfrauen.

## Bedeutung für die Dynastie

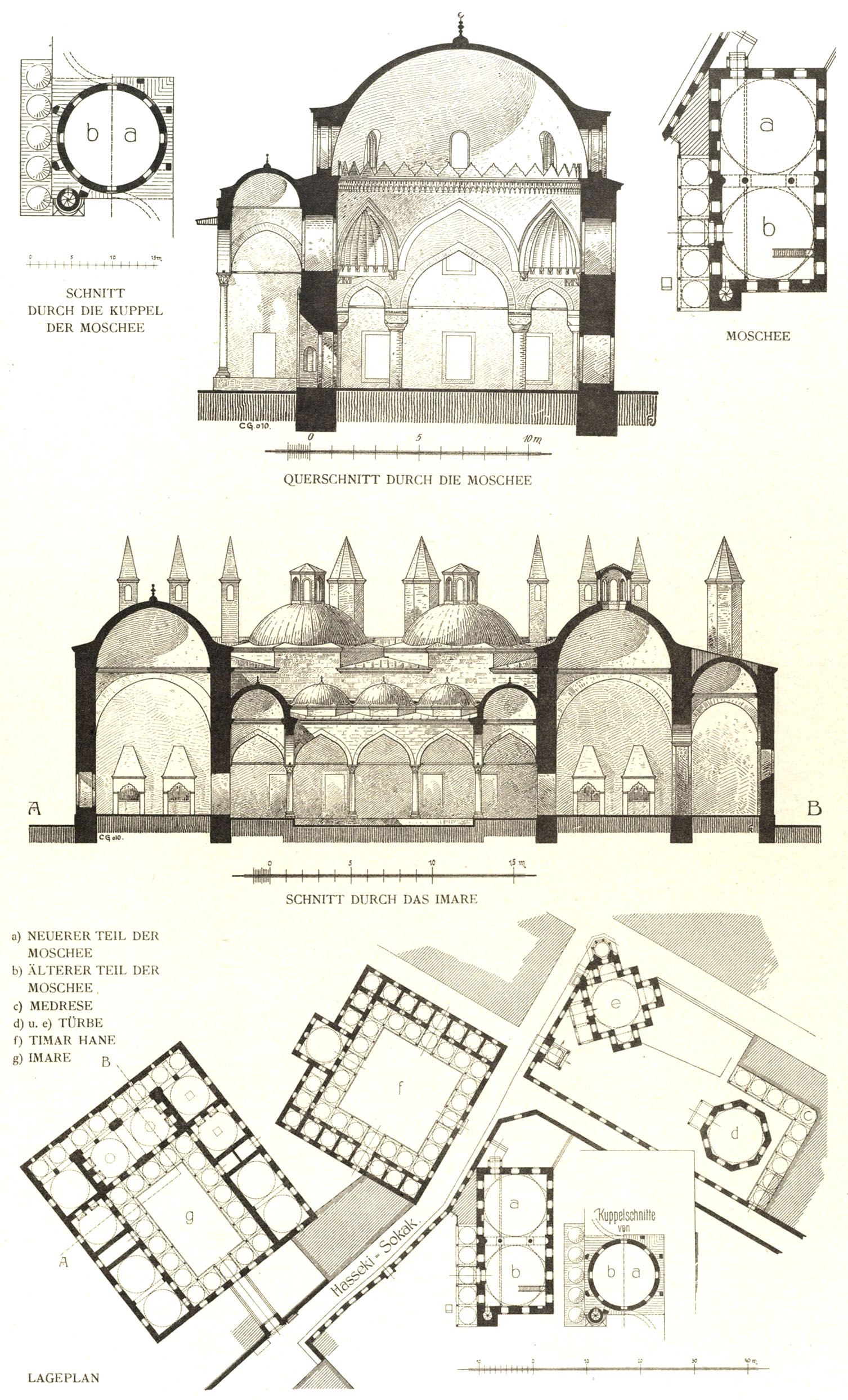
Haseki-Sultan-Komplex, eine Stiftung Hürrems

Die Heirat Süleymans mit Hürrem markierte einen Wendepunkt in der Herrschaftsausübung der osmanischen Dynastie: Bis etwa 1450 hatten die Sultane Allianzen mit ihren Nachbarmächten durch die Heirat mit einer Tochter der benachbarten Herrschers besiegelt, die dann den Status der Hauptgemahlin erhielt. Söhne und Nachfolger gingen jedoch überwiegend aus Beziehungen zu Nebenfrauen hervor, die aufgrund ihres Stands als Sklavinnen wenig Einfluss besaßen. Mit dem Aufkommen des Brauchs, unfreie Frauen und Mütter der nachfolgenden Sultane durch Heirat zu legitimieren, wurde die Rolle der Sultansfamilie als Stütze der dynastischen Herrschaft gestärkt.
Bis zur Zeit Mehmeds II. (1432–1481) hatte sich die politische Elite des Reiches überwiegend aus den Leibeigenen (ḳul) des Sultans rekrutiert und war daher unmittelbar von diesem abhängig und nur ihm verpflichtet. Unter Süleyman I. kam der Brauch auf, Sultanstöchter mit hohen Amtsträgern des Reiches zu verheiraten. Beispielsweise heirateten die späteren Großwesire Makbul Ibrahim Pascha Hadije, eine Schwester des Sultans und Rüstem Pascha dessen Tochter, Mihrimah Sultan. Hochzeiten in der Sultansfamilie wurden, ähnlich wie die Beschneidungsfeste der Söhne, mit großem Aufwand öffentlich gefeiert und dienten der Demonstration der dynastischen Macht. Durch die Ausweitung auf die Sultansfamilie veränderte sich der osmanische Herrschaftsbegriff des patrimonial organisierten „Haushalts“ mit dem Sultan an der Spitze. Als Schwiegersöhne des Sultans (damad) und Mitglieder der Herrscherfamilie gewannen die hohen Reichsbeamten eigenständige Machtpositionen. Im Bündnis mit ihren einflussreichen Frauen und Müttern konnten die osmanischen Würdenträger Faktionen innerhalb der Sultansfamilie bilden und auf diese Weise die Politik des Sultans ihren eigenen Zielen gemäß beeinflussen. Stand die Nachfolge bis hin zu Süleyman I. allen Söhnen eines Sultans offen, bestimmten seitdem Allianzen zwischen Konkubine, Tochter und Damad entscheidend über die Nachfolge mit. Erstmals ist dieses Vorgehen für Rüstem Pascha, Mirimah und ihre Mutter Hürrem überliefert, die gemeinsam versuchten, einen Sohn Hürrems als Nachfolger Süleymans I. zu etablieren.
Der Titel „Haseki Sultan“ verlor in späterer Zeit seine Bedeutung als herausgehobene Rangbezeichnung für eine einzelne Sultansgemahlin. Mehrere Frauen konnten zur gleichen Zeit den Titel der Lieblingsgemahlin tragen. Sultan İbrahim (1615–1648) lebte mit sieben Frauen, die diesen Titel trugen. Bedeutsamer und einflussreicher wurde ab dem 17. Jahrhundert die Rolle der Valide Sultan, der Mutter des regierenden Sultans. Während der Periode der „Weiberherrschaft“ vom Ende des 16. bis Mitte des 17. Jahrhunderts, die durch eine Reihe politisch schwacher oder amtsunfähiger Sultane gekennzeichnet war, sicherten Sultansmütter die Macht der Dynastie.